# Marklowice Dolne (Marklowice)
Marklowice Dolne (niem. Nieder Marklowitz) – część wsi Marklowice w Polsce położona w województwie śląskim, w powiecie wodzisławskim, w gminie Marklowice. Historycznie na Górnym Śląsku.
Zajmują zachodnią część Marklowic, przy drodze wojewódzkiej nr 932, graniczą z Wodzisławiem Śląskim.

## Historia
Dawniej Marklowice Dolne stanowiły odrębną gminę jednostkową w powiecie rybnickim. 1 grudnia 1945 w granicach nowo utworzonej zbiorowej gminy Marklowice. 1954-72 w gromadzie Marklowice, od 1973 ponownie w reaktywowanej gminie Marklowice. 27 maja 1975 włączone do Wodzisławia Śląskiego. Wyłączone z Wodzisławia 30 grudnia 1994, stając się częścią wsi Marklowice w reaktywowanej gminie Marklowice. W latach 1995–1998 administracyjnie należały do województwa katowickiego.